# Ueda Akinari
 (juillet 2017).
Si vous disposez d'ouvrages ou d'articles de référence ou si vous connaissez des sites web de qualité traitant du thème abordé ici, merci de compléter l'article en donnant les références utiles à sa vérifiabilité et en les liant à la section « Notes et références ».
Œuvres principales
Contes de pluie et de lune (1776)
Ueda Akinari (上田秋成) ou Ueda Shūsei (25 juillet 1734 à Ōsaka - 6 août 1809 à Kyōto) est peut-être la plus grande figure littéraire du XVIIIe siècle au Japon.

## Biographie
Ueda Akinari eut une vie romanesque. Il naît le 25 juillet 1734 à Ōsaka dans le quartier des plaisirs de Sonezaki. Sa mère est une courtisane et son père est inconnu. Alors qu’il n’a que 4 ans, sa mère l’abandonne. Il est recueilli par un riche marchand de papier et d’huile nommé Ueda. Ce dernier, n’ayant qu’une fille, en fait son héritier et lui donne l’éducation soignée d’un fils de riches commerçants. En 1738, l’enfant contracte la variole, il survit mais la maladie laisse des traces : plusieurs doigts paralysés, au point que l’on craignit qu’il ne pût jamais tenir le pinceau du lettré. Cette guérison miraculeuse, qu’il attribuera au dieu Inari, le dieu-renard, développe sa spiritualité qui se manifeste dans le côté fantastique de ses œuvres.
En 1761, à la mort de son père adoptif, il reprend son commerce, mais ne se révèle pas excellent homme d’affaires. Il perd son échoppe dans un incendie dix ans après. En parallèle, il publie plusieurs histoires humoristiques se réclamant du genre littéraire ukiyo-zōshi (浮世草子) qui désigne littéralement « les romans du monde flottant ». Considérant cet incendie comme une occasion pour lui de quitter le monde des affaires, Akinari commence des études de médecine sous l’enseignement de Tsuga Teishō.
En 1770, un événement capital transforme les conceptions littéraires d’Akinari : le philologue Katô Umaki vient s’installer à Ōsaka. Il se met à son école et réécrit de fond en comble ses récits. Ueda Akinari consacre huit ans de sa vie à l'Ugetsu.
En 1776, il devient médecin et publie dans le même temps ses Contes de pluie et de lune (雨月物語, Ugetsu monogatari), un recueil de neuf contes fantastiques.
En 1793, il s’installe à Kyoto, la capitale. La mort de son épouse en 1798 le laisse désemparé, alors qu'il est presque aveugle. Il en vient donc à dicter la plupart de ses œuvres. Dans ce contexte, il commence sa seconde série du yomihon : les Contes de pluie de printemps (春雨物語, Harusame monogatari), publiée inachevée en 1809, année de sa mort. La version complète ne sera, d’ailleurs, pas publiée avant 1951.
Ueda Akinari meurt à Kyoto le 6 août 1809. On peut voir sa tombe dans l’enceinte du temple bouddhique Saifuku-ji ; la stèle porte un de ses nombreux pseudonymes : Ueda Muchô.

## Regards sur l'œuvre
Ueda est considéré comme le maître d’un nouveau genre romanesque les yomihon (読本, « livres de lecture »). Ses deux plus grandes œuvres sont :
- les Contes de pluie et de lune (雨月物語, Ugetsu monogatari?) ;
- et les Contes de pluie de printemps (春雨物語, Harusame monogatari?).

Les Contes de pluie et de lune sont un recueil de neuf contes fantastiques : Shiramine, Le Rendez-vous aux chrysanthèmes, La Maison dans les roseaux, Carpes telles qu’en songe…, Buppôsô, Le Chaudron de Kibitsu, L’Impure Passion d’un serpent, Le Capuchon bleu, Controverse sur la misère et la fortune.
L’édition japonaise précise en sous-titre « Contes fantastiques ». L’histoire de fantômes ou de démons était un thème très populaire dans la littérature japonaise. Akinari a choisi neuf sujets : toutes les variétés de fantômes y sont représentées pour composer cette anthologie du genre fantastique.

### Adaptation de l'œuvre
- 1953 : Les Contes de la lune vague après la pluie (雨月物語, Ugetsu monogatari?), film japonais réalisé par Kenji Mizoguchi, adaptation libre de deux des contes de Ueda Akinari : La Maison dans les roseaux et L’Impure Passion d’un serpent.

Le film est récompensé en 1953 par le Lion d'argent de la Mostra de Venise.

### Traduction française
- Contes de pluie et de lune, traduction et annotation par René Sieffert, Gallimard/UNESCO, coll. « Connaissance de l’Orient », 1959 ; régulièrement réédités depuis.